# Danh sách đĩa nhạc của The xx
Đây là danh sách đĩa nhạc của nhóm nhạc indie pop người Anh, The xx. Họ đã phát hành 2 album phòng thu, 5 EP, 8 đĩa đơn và 6 video âm nhạc.

## Album

### Album phòng thu
| xx                                                                           | - Ngày phát hành: Ngày 17 tháng 8 năm 2009 - Nhãn hiệu: Young Turks - Kiểu phát hành: CD, LP, Tải kỹ thuật số | 3 | 40 | 9 | 41 | 35 | 54 | 14 | 13 | 43 | 92 | - BPI: Bạch kim |
| Coexist                                                                      | - Ngày phât hành: Ngày 5 tháng 9 năm 2012 - Nhãn hiệu: Young Turks - Kiểu phát hành: CD, LP, Tải kỹ thuật số  | 1 | 2  | 1 | 3  | 2  | 3  | 3  | 1  | 1  | 5  | - BPI: Vàng     |
| "—" album không lọt được vào bảng xếp hạng hoặc không được phát hành tại đó. | |   |    |   |    |    |    |    |    |    |    |                 |

## EP
| Tên                      | Thông tin EP                                                                                                  |
| ------------------------ | --- |
| Basic Space (Remixes)    | - Ngày phát hành: Ngày 7 tháng 9 năm 2009 - Nhãn hiệu: Young Turks - Kiểu phát hành: Đĩa 12", Tải kỹ thuật số |
| Islands (Remixes)        | - Ngày phát hành: Ngày 8 tháng 2 năm 2010 - Nhãn hiệu: Young Turks - Kiểu phát hành: Đĩa 12"                  |
| Tour Only EP             | - Phát hành: 2010 - Nhãn hiệu: Young Turks - Kiểu phát hành: Đĩa 7"                                           |
| Crystalised - Remixed EP | - Ngày phát hành: Ngày 11 tháng 10 năm 2010 - Nhãn hiệu: Young Turks - Kiểu phát hành: Tải kỹ thuật số        |
| Shelter / Night Time     | - Ngày phát hành: Ngày 7 tháng 3 năm 2011 - Nhãn hiệu: Young Turks - Kiểu phát hành: Đĩa 12"                  |

## Đĩa đơn
| "Crystalised"                                                                  | 2009 | 108 | 14 | —  | —  | —  | —   | —  | —   | 37 | —  | xx                                             |
| "Basic Space"                                                                  | 2009 | —   | —  | —  | —  | —  | —   | —  | —   | —  | —  | xx                                             |
| "Islands"                                                                      | 2009 | 34  | 3  | —  | 16 | —  | 90  | —  | —   | —  | —  | xx                                             |
| "VCR"                                                                          | 2010 | 132 | 15 | —  | —  | —  | —   | —  | —   | —  | —  | xx                                             |
| "Angels"                                                                       | 2012 | 43  | 2  | 46 | 29 | 93 | 102 | 70 | 103 | —  | 33 | Coexist                                        |
| "Chained"                                                                      | 2012 | —   | —  | —  | 47 | 85 | —   | —  | —   | —  | —  | Coexist                                        |
| "Reunion"                                                                      | 2012 | —   | —  | —  | 80 | —  | —   | —  | —   | —  | —  | Coexist                                        |
| "Sunset"                                                                       | 2013 | —   | —  | —  | —  | —  | 75  | —  | 119 | —  | —  | Coexist                                        |
| "Fiction" / "Together"                                                         | 2013 | —   | —  | —  | —  | —  | —   | —  | —   | —  | —  | Coexist / The Great Gatsby Original Soundtrack |
| "—" bài hát không lọt được vào bảng xếp hạng hoặc không được phát hành tại đó. |      |     |    |    |    |    |     |    |     |    |    |                                                |

## Bài hát xếp hạng khác
| Tên     | Năm  | Vị trí cao nhất | Vị trí cao nhất | Vị trí cao nhất | Vị trí cao nhất | Album |
| Tên     | Năm  | UK              | UK Indie        | FRA             | IRL             | Album |
| ------- | ---- | --------------- | --------------- | --------------- | --------------- | ----- |
| "Intro" | 2010 | 129             | 34              | 96              | 62              | xx    |

## Các đĩa nhạc khác

### Các bản phối lại (remix)
| Năm  | Nghệ sĩ                  | Bài hát               | Tên                           |
| ---- | ------------------------ | --------------------- | ----------------------------- |
| 2009 | Florence and the Machine | "You've Got the Love" | Jamie xx Re-work feat. The xx |
| 2009 | Magic Wands              | "Warrior"             | The xx Remix                  |
| 2010 | Yacht                    | "The Afterlife"       | The xx Remix                  |

## Video âm nhạc
| Tên           | Năm  | Đạo diễn                      |
| ------------- | ---- | ----------------------------- |
| "Crystalised" | 2009 | Alex Flick and Masato Riesser |
| "Basic Space" | 2009 | Anthony Dickenson             |
| "Islands"     | 2009 | Saam Farahmand                |
| "VCR"         | 2010 | Marcus Söderlund              |
| "Chained"     | 2012 | Young Replicant               |
| "Fiction"     | 2013 | Young Replicant               |